# آلکساندرو

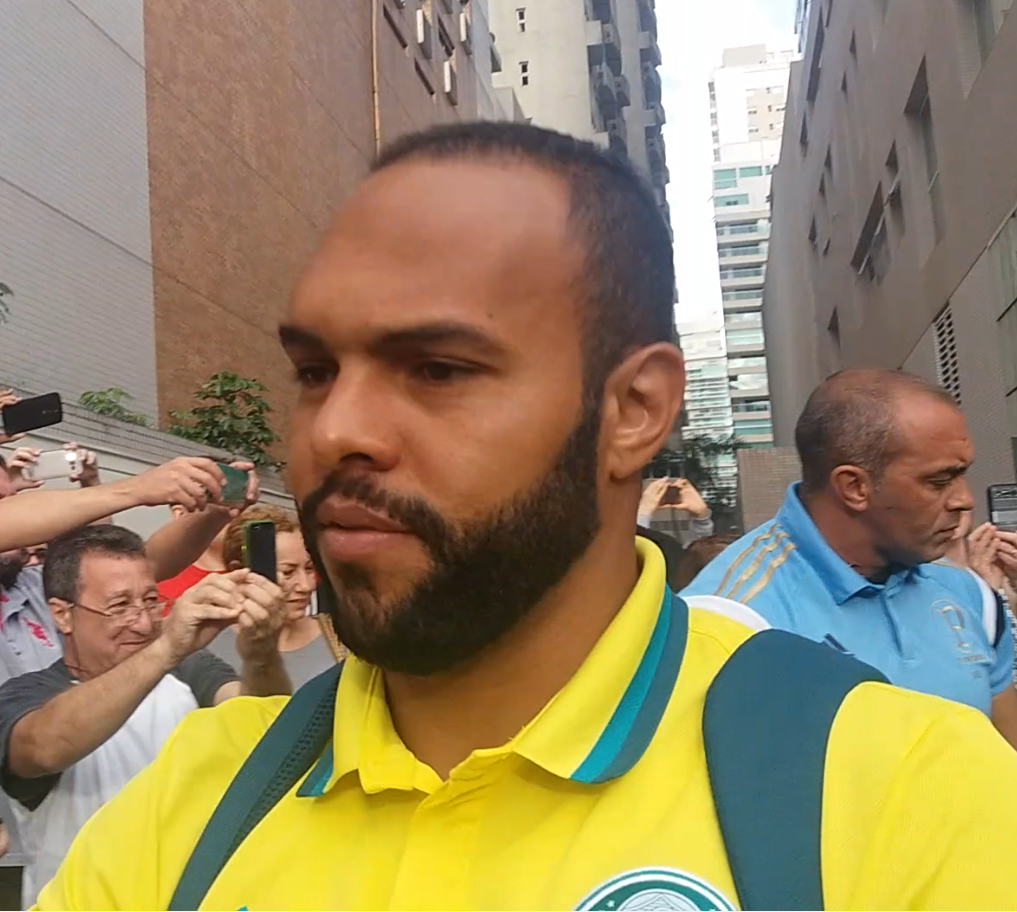
آلکساندرو در سال ۲۰۱۶

آلکساندرو (به پرتغالی: Alecsandro Barbosa Felisbino) مهاجم اهل برزیل است که در ۴ فوریهٔ ۱۹۸۱ در شهر Bauru به دنیا آمده‌است.

## باشگاهی
آلکساندرو در تیم‌های فوتبال کروزیرو، اسپورتینگ لیسبون، الوحده امارات، باشگاه ورزشی اینترناسیونال، واسکو دوگاما، اتلتیکو مینیرو سابقهٔ حضور دارد.